# Козлин
Козлин (укр. Козлин) — село в Александрийской сельской общине Ровненского района Ровненской области Украины.
Население по переписи 2001 года составляло 811 человек. Почтовый индекс — 35374. Телефонный код — 362. Код КОАТУУ — 5624687004.